# بنجامين لويس
بنجامين لويس (بالإنجليزية: Benjamin Lewis) هو راكب الكنو أمريكي، ولد في 11 أكتوبر 1982.

## وصلات خارجية
- بنجامين لويس على موقع أوليمبيديا (الإنجليزية)